# Al-Inshiqaq
Al-Inshiqaq “A Fenda” (do árabe: سورة الانشقاق) é a octagésima quarta sura do Alcorão e tem 25 ayats.